# The Long Black Veil
«The Long Black Veil» es una canción de 1959, escrita por Danny Dill y Marijohn Wilkin y grabada originalmente por Lefty Frizzell. Se convirtió en su canción insignia y alcanzó la posición número 6 en las lista Hot Country Songs.

## Escritura y temática

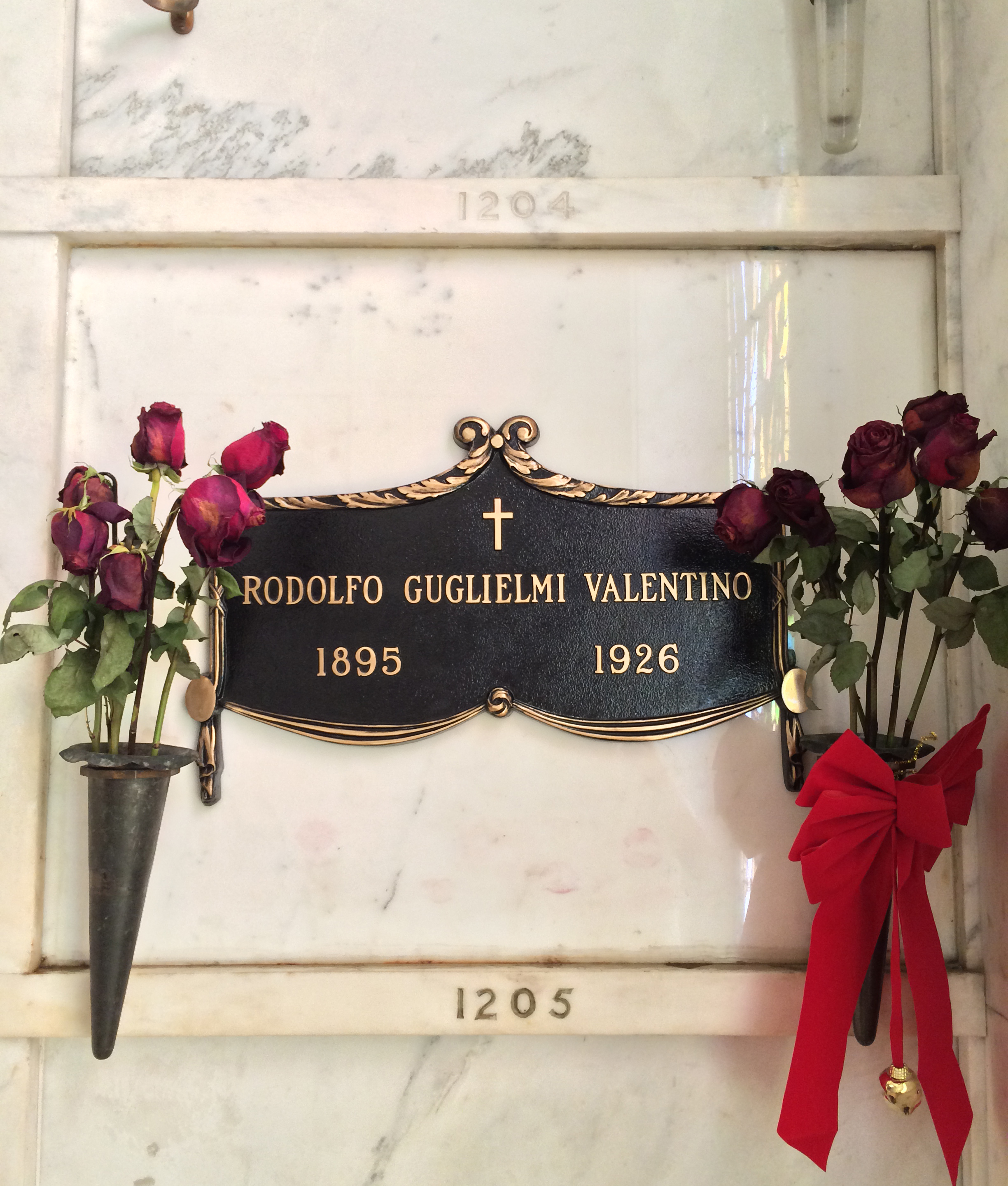
La cripta de Rodolfo Valentino en el Hollywood Forever Cemetery.

La historia se cuenta desde el punto de vista de un hombre acusado falsamente de asesinato y sentenciado a muerte por ahorcamiento. Se niega a proporcionar una coartada, ya que la noche del asesinato mantenía una relación extramatrimonial con la esposa de su mejor amigo y preferiría morir y llevarse el secreto a la tumba antes que admitir la verdad. El coro describe las visitas de duelo de la mujer a su tumba, luciendo un largo velo negro y soportando un viento quejumbroso.
Los autores declararon más tarde que se inspiraron en tres fuentes; la grabación de «God Walks these Hills with Me» de Red Foley, un artículo periodístico de la época sobre el asesinato sin resolver de un sacerdote y la leyenda de una misteriosa mujer con velo que visitaba regularmente la tumba de Rodolfo Valentino. El propio Dill la calificó de “canción popular instantánea”.

## Versión de Sammi Smith
La cantante de country estadounidense Sammi Smith grabó una nueva versión de la canción desde el punto de vista de la mujer para su álbum Sunshine (1975).

### Recepción de la crítica
Un escritor no especificado de Record World elogió las “voces adicionales intrigantes” y la “excelente producción” del sencillo. Un escritor no especificado de la revista Cash Box describió el sencillo como “una poderosa balada de ritmo fácil que tiene un efecto bastante interesante en el oyente”, y elogió “su inimitable estilo vocal, que es una mezcla de un enfoque seductor y dulce, y una voz poderosa”.

### Lista de canciones
- 7-inch single – Mega MR-1214[7]

1. «Long Black Veil» – 3:28
2. «Paste Me On Some Feathers» – 1:34

### Posicionamiento
| Gráfica (1974)                                 | Pico de posición |
| ---------------------------------------------- | ---------------- |
| Canadá (RPM Country Playlist)                  | 28               |
| Estados Unidos (Billboard Hot Country Singles) | 26               |

## Legado
En 2019, la versión de Frizzell de «Long Black Veil» fue seleccionada por la Biblioteca del Congreso para su preservación en el Registro Nacional de Grabaciones por ser “cultural, histórica o estéticamente significativa”.